# Cinema (canal de televisión)
Cinema (antes conocido como Az Cinema) es un canal de televisión por suscripción hispanófono  de origen mexicano, dedicado exclusivamente al cine clásico mexicano.

## Historia

Logotipo utilizado desde 2019 hasta 2021

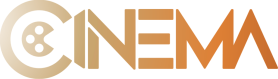
Logotipo utilizado desde 2021 hasta 2023

Cinema inició sus transmisiones el 5 de mayo de 2015, especializado en emitir cine clásico, lo cual cuenta con un catálogo de películas emitidas desde los años 1930 hasta los 2000.
Cinema tiene como objetivo rescatar el material audiovisual, lo cual el espectador conoce todo sobre la época de oro.